# PROGRESS (大橋彩香のアルバム)
『PROGRESS』（プログレス）は、大橋彩香の2枚目のオリジナルアルバム。2018年5月23日にランティスから発売された。

## リリース
販売形態は、通常盤（LACA-15719）、初回限定盤（LACA-35719）の全2種。初回限定盤には、Blu-rayディスクとフォトブックが同梱されており、Blu-rayディスクにはリード曲である「シンガロン進化論」のミュージック・ビデオとそのメイキング、ジャケット撮影メイキング、フォトブック撮影メイキングが収録されている。

## ライブ
大橋彩香 Special Live 2018 〜PROGRESS〜
- 日時 - 2018年5月27日
- 会場 - パシフィコ横浜

## 収録内容
| #         | タイトル                      | 作詞         | 作曲                   | 編曲               | 時間  |
| --------- | ----------------------------- | ------------ | ---------------------- | ------------------ | ----- |
| 1.        | 「シンガロン進化論」          | 大石昌良     | 大石昌良               | 大石昌良           | 3:24  |
| 2.        | 「Maiden Innocence」          | 磯谷佳江     | 山田高弘               | 齋藤真也           | 4:07  |
| 3.        | 「Break a Liar」              | Yu-ki Kokubo | 横野康平、Yu-ki Kokubo | 横野康平           | 3:45  |
| 4.        | 「ユー&アイ」                 | 中村彼方     | 秋浦智裕               | 秋浦智裕           | 3:53  |
| 5.        | 「希望フォトグラム」          | 真崎エリカ   | 板垣祐介               | 板垣祐介           | 4:01  |
| 6.        | 「ハッピーメリーゴーランド!」 | 真崎エリカ   | 本多友紀               | 本多友紀           | 4:34  |
| 7.        | 「うたたねのラブソング」      | 濱名琴       | 秋浦智裕               | 伊藤立             | 3:43  |
| 8.        | 「彩りPlace」                 | rino         | 廣澤優也               | 藤井亮太、廣澤優也 | 4:05  |
| 9.        | 「バカだなぁ」                | 秋浦智裕     | 秋浦智裕               | 秋浦智裕           | 5:17  |
| 10.       | 「ワガママMIRROR HEART」      | 真崎エリカ   | 加藤裕介               | 酒井拓也           | 4:36  |
| 11.       | 「Sentimen-Truth」            | 田淵智也     | 佐藤純一               | 佐藤純一           | 6:31  |
| 合計時間: | 合計時間:                     | 合計時間:    | 合計時間:              | 合計時間:          | 47:56 |